# Aneides aeneus
Espèce
Synonymes
- Plethodon aeneus Cope & Packard, 1881

Statut de conservation UICN

 NT  : Quasi menacé
Aneides aeneus est une espèce d'urodèles de la famille des Plethodontidae.

## Répartition
Cette espèce est endémique des États-Unis. Elle se rencontre dans le sud de l'Ohio, dans le Sud de l'Indiana, dans le sud-ouest de la Pennsylvanie, dans l'Ouest du Maryland, en Virginie-Occidentale, dans l'ouest de la Virginie, dans l'Est du Kentucky, dans l'Ouest de la Caroline du Nord, dans l'Ouest de la Caroline du Sud, dans l'Est du Tennessee, dans le nord de la Géorgie, dans le Nord de l'Alabama et dans le Nord du Mississippi.

## Publication originale
- Cope & Packard, 1881 : The fauna of the Nickajack Cave. American Naturalist, vol. 15, p. 877-882 (texte intégral).